# Pontonx-sur-l’Adour
Pontonx-sur-l’Adour település Franciaországban, Landes megyében. Lakosainak száma 2975 fő (2022. január 1.). Pontonx-sur-l’Adour Bégaar, Gousse, Laluque, Préchacq-les-Bains, Saint-Jean-de-Lier, Saint-Vincent-de-Paul, Téthieu, Gourbera és Lesgor községekkel határos.

## Népesség
A település népességének változása:
| Lakosok száma | 1620 | 1638 | 1887 | 2315 | 2656 | 2739 | 2810 | 2868 | 2899 | 2975 |
|               | 1968 | 1982 | 1990 | 2006 | 2013 | 2015 | 2017 | 2019 | 2020 | 2022 |